# Ludvík Pávek
Ludvík Pávek (28. července 1837 Lišov – 8. února 1907 Vídeň) byl rakouskou-uherský důstojník české národnosti, člen generálního štábu

## Životopis
Ludvík Pávek (v německých zdrojích uváděn jako Ludwig Pavek) se narodil 28. července 1837 do rodiny Františka a Marie Pávkových, majitelů zájezdního hostince v Lišově č. p. 139.
Vystudoval Polytechniku ve Vídni. Od roku 1855 vyučoval na kadetní škole historii, zeměpis a topografii. V roce 1863 byl převelen na generální štáb vojenského velitelství Verony. Roku 1864 se vrátil do kadetní školy polních myslivců. V hodnosti nadporučíka se zúčastnil bitvy u Hradce Králové v červenci 1866. Zde se vyznamenal v průběhu krvavého boje o Svíbský les, kde byl raněn. Za hrdinství v bitvě obdržel vojenský záslužný kříž s válečnou dekorací za chrabrost. V roce 1871 byl převelen ke štábu do Temešváru. V letech 1872-74 absolvoval válečnou školu (Kriegsschule) ve Vídni, která sloužila k přípravě důstojníků generálního štábu. V roce 1874 byl převelen ke generálnímu štábu 15. pěší divize do Košic. V letech 1876–78 se podílel na mapovacích pracích v Českých Budějovicích. 1878–79 působil na Železničním úřadu generálního štábu. V letech 1879–1882 byl velitelem generálního štábu 19. pěší divize v Plzni. Od roku 1882 přednášel na vojenské škole ve Vídni. Roku 1887 byl jmenován velitelem štábu 15. armádního sboru v Sarajevu. V listopadu 1892 byl povýšen na generálmajora a převelen ke 3. pěší brigádě do Rzeszowa. V květnu 1896 byl povýšen na polního podmaršála a jmenován velitelem 2. armádního sboru. Ten byl v tehdejší Habsburské monarchii prestižním útvarem, protože chránil hlavní město Vídeň. U příležitosti odchodu do důchodu byl v dubnu 1904 povýšen císařem Františkem Josefem I. do hodnosti polního zbrojmistra.
Ludvík Pávek zemřel bezdětný 8. února 1907 ve Vídni-Penzingu. Pohřben byl ve Vídni.

## Vyznamenání
- Vojenský záslužný kříž s válečnou dekorací za chrabrost (1866)
- medaile Signum Laudis
- Velkokříž řádu Františka Josefa
- Řád železné koruny 3. třídy
- Císařský rakouský řád Leopoldův
- válečná pamětní medaile
- jubilejní medaile 1898
- služební odznak D2